# René Novotný
René Novotný (* 10. Juni 1963 in Čeladná) ist ein ehemaliger tschechischer Eiskunstläufer, der im Paarlauf startete.
Er trat mit drei verschiedenen Eiskunstlaufpartnerinnen international in Erscheinung. Seine erste Partnerin war Jana Havlová, 1983 wurde Novotný mit ihr Neunter bei der Europameisterschaft und 15. bei der Weltmeisterschaft. Von 1985 bis 1988 war seine Partnerin Lenka Knapová. Ihr bestes Ergebnis bei einer Europameisterschaft war der vierte Platz 1987 und bei einer Weltmeisterschaft der zehnte Platz, den sie 1986 und 1987 erreichten. 
Ab Mitte 1988 lief Novotný schließlich an der Seite von Radka Kovaříková. Mit ihr feierte er seine größten Erfolge. Bereits bei ihrer dritten gemeinsamen Weltmeisterschaft gewannen sie 1992 ihre erste Medaille. In Oakland wurden sie Vize-Weltmeister hinter Natalja Mischkutjonok und Artur Dmitrijew. Es war die erste Weltmeisterschaftsmedaille für ein tschechisches Paar seit dem Silbermedaillengewinn von Věra Suchánková und Zdeněk Doležal 1958. Bei den Olympischen Spielen 1992 in Albertville verfehlten sie als Vierte eine Medaille und bei den Olympischen Spielen 1994 in Lillehammer belegten sie den sechsten Platz. Nach vier vierten Plätzen in Folge errang das Paar 1995 in Dortmund seine erste und einzige Europameisterschaftsmedaille, indem sie Vize-Europameister hinter Mandy Wötzel und Ingo Steuer wurden. Ihren größten Erfolg erlebten Novotný und Kovaříková jedoch bei der darauffolgenden Weltmeisterschaft. In Birmingham wurde das von Irina Rodnina trainierte Paar Weltmeister. Sie sind die einzigen tschechischen Paarlaufweltmeister der Geschichte. 
Nach ihrem Titelgewinn beendeten René Novotný und Radka Kovaříková ihre Amateurkarriere, heirateten und wechselten zu den Profis. 1995 und 1997 wurden sie Profi-Weltmeister, außerdem traten sie bei Stars on Ice auf und sind bis heute in Eis-Shows auf der ganzen Welt zu sehen. 

## Ergebnisse

### Paarlauf
(1983 mit Jana Havlová, 1985 bis 1988 mit Lenka Knapová, ab 1990 mit Radka Kovaříková)
| Wettbewerb / Jahr            | 1983 | 1984 | 1985 | 1986 | 1987 | 1988 | 1989 | 1990 | 1991 | 1992 | 1993 | 1994 | 1995 |
| ---------------------------- | ---- | ---- | ---- | ---- | ---- | ---- | ---- | ---- | ---- | ---- | ---- | ---- | ---- |
| Olympische Winterspiele      |      |      |      |      |      |      |      |      |      | 4.   |      | 6.   |      |
| Weltmeisterschaften          | 15.  |      |      | 10.  | 10.  | 11.  |      | 8.   | 6.   | 2.   | 4.   | 5.   | 1.   |
| Europameisterschaften        | 9.   |      | 7.   | 6.   | 4.   | 6.   |      | 6.   | 4.   | 4.   | 4.   | 4.   | 2.   |
| Tschechische Meisterschaften |      |      |      |      |      |      |      |      |      |      |      | 1.   |      |